# Renault Mégane RS
Renault Mégane RS — спортивна версія компактного автомобіля французького концерну Renault «компактного» класу — Renault Mégane.
Mégane RS виробляється з 2004 року.

## Renault Mégane RS I (2004—2009)

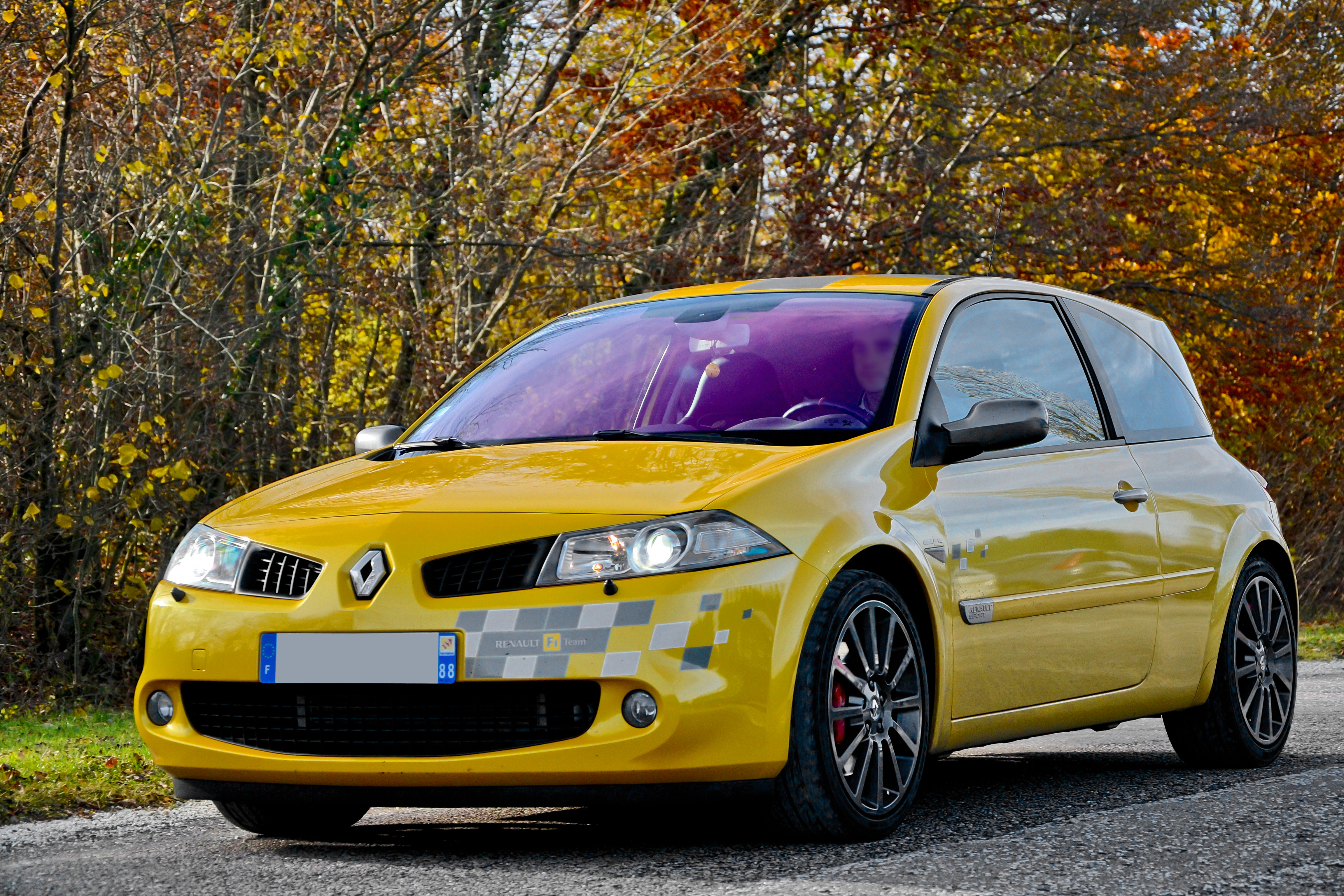
Renault Megane RS I

Mégane RS першого покоління базується на основі хетчбека Renault Megane II.
Mégane RS доступний в тридверному і п'ятидверному кузові типу хетчбек, з двигуном побудованим на заводі Дьепп Renault, який спеціалізується на виробництві спеціальних і гоночні автомобілі (Clio V6, 5 Turbo, Spyder і Alpine A610 / A110).
На RS встановлюється турбований 2,0-літровий бензиновий двигун, який виробляє 225 к. с. (165 кВт), що дозволяє автомобілю досягати 0—100 км/год за 6,5 с (0—60 миль/год за 6,3 с), з максимальною швидкістю близько 240 км/год (149 миль/год). Дев'яносто відсотків крутного моменту доступно в діапазоні від 2000 оборотів на хвилину до червоної межі.

### Renault Sport Mégane Trophy

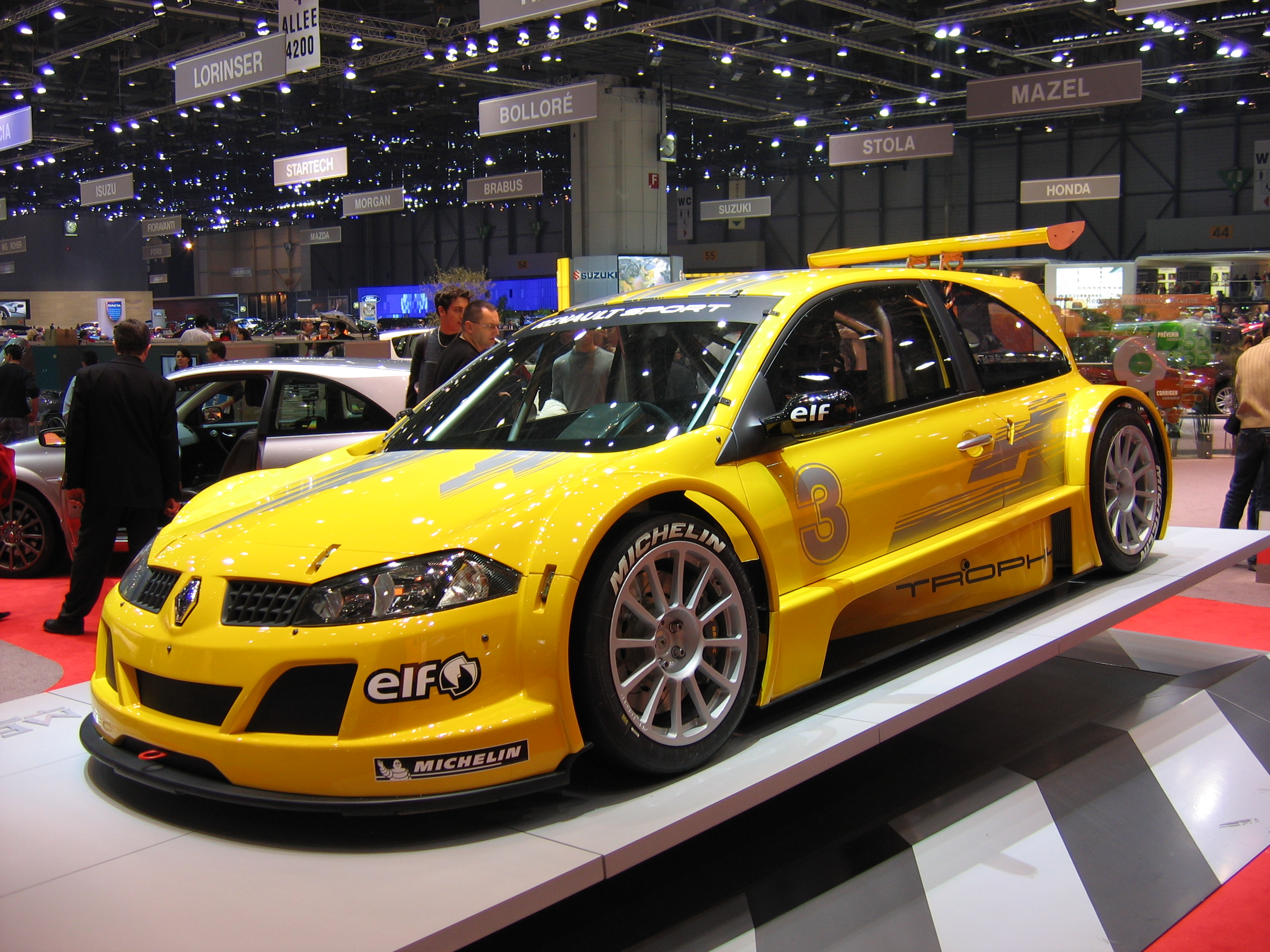
Renault Sport Mégane Trophy

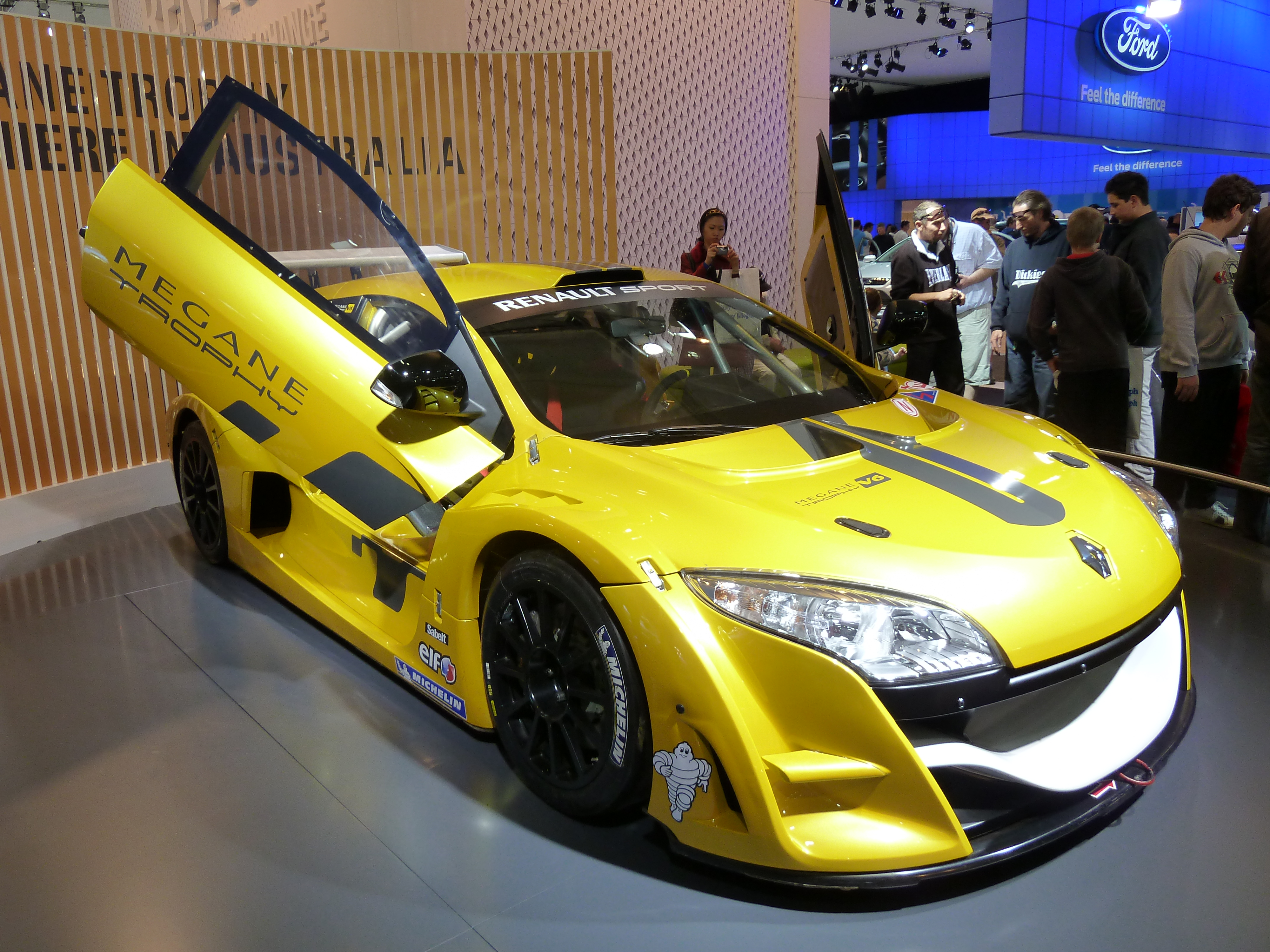
Renault Sport Mégane Trophy II

Renault Sport Mégane Trophy — гоночна версія дорожнього автомобіля, яка включає в себе шасі із трубчастої рами з кузовом зі скловолокна. На серійний автомобіль RS Trophy подібний лише зовні. RS Trophy використовує значно модифікований 3,5-літровий двигун V6 від Renault Vel Satis V4Y (що є модернізованим двигуном VQ35DE компанії Nissan) потужністю 330 к. с. (243 кВт) при 7000 об/хв і 390 Н·м при 4500 об/хв. Двигун разом із 6-ступеневою секвентальною коробкою передач розміщений поздовжньо за кабіною.
Renault Sport Mégane Trophy можна купити за 120 000 €. Він був призначений для використання для перегонів в Єврокубку Renault та інших змаганнях.
Mégane Trophy другого покоління був показаний в 2008 році на Паризькому автосалоні і використовувався в Єврокубку Renault, починаючи з сезону 2009 року.

### Модифікації

#### Дорожні моделі
- Megane RS: 2,0 л із турбонаддувом, 16-клапанний Р4, 225 к. с. (165 кВт) (2004 — нині)
- Megane RS 225 F1: 2,0 л із турбонаддувом, 16-клапанний Р4, 225 к. с. (165 кВт) (2006)
- Megane RS 230 Renault F1 Team R26: 2,0 л з турбонаддувом, 16-клапанний Р4, 230 к. с. (170 кВт) (2006 — нині)
- Megane RS 175 DCi: 2,0 л із турбонаддувом, 16-клапанний Р4, 173 к. с. (127 кВт) (2006 — нині)
- Megane RS R26.R: 2,0 л турбований 16-клапанний Р4, 230 к. с. (170 кВт) (2009)

#### Гоночні моделі
- Megane Trophy: 3,5 л 24-клапанний V6, 330 к. с. (240 кВт) (2005—2008)
- Megane Trophy II: 3,5 л 24-клапанний V6, 360 к. с. (260 кВт) (2009 — даний час)

## Renault Mégane RS II (2009—2017)

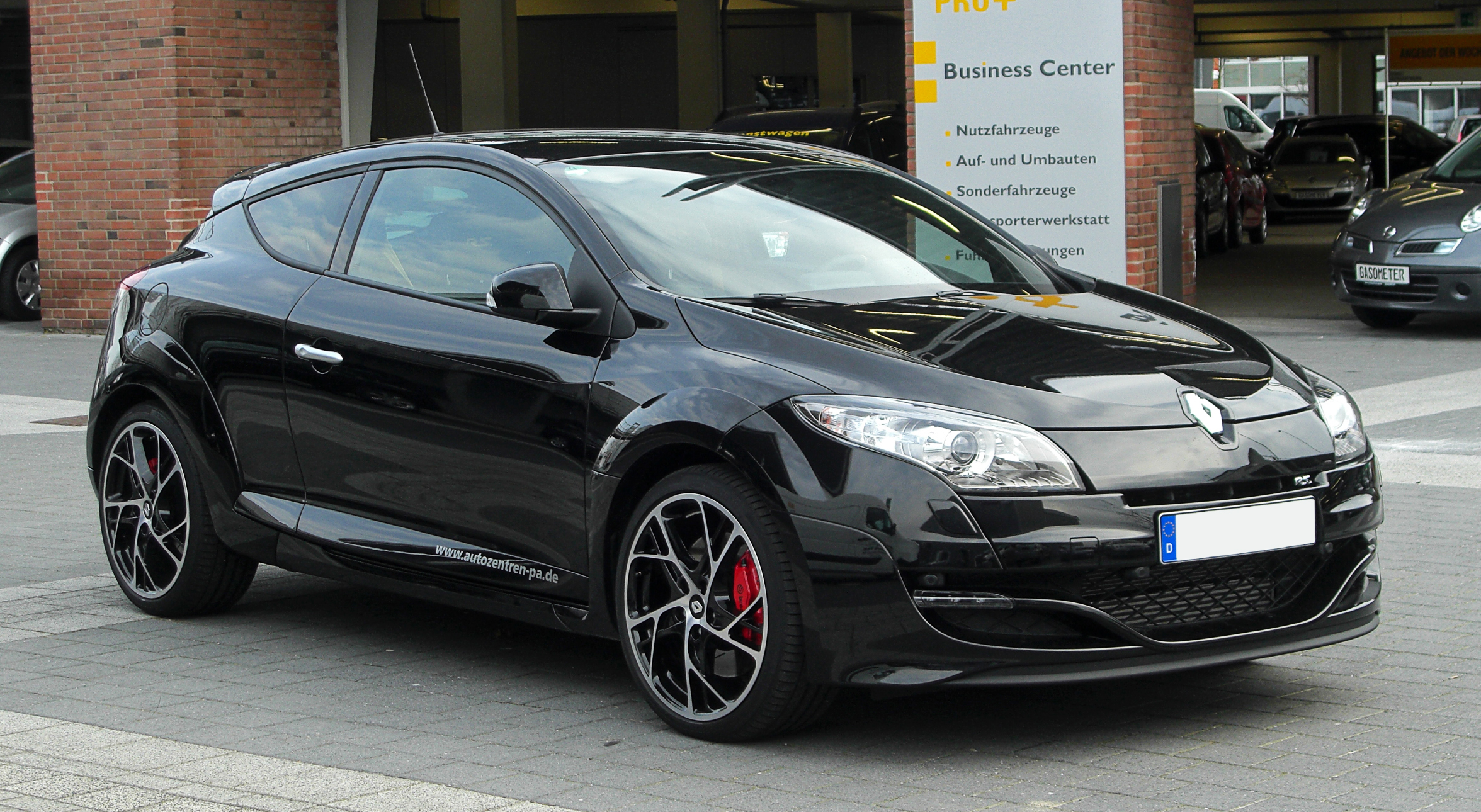
Renault Megane RS II (2009—2014)

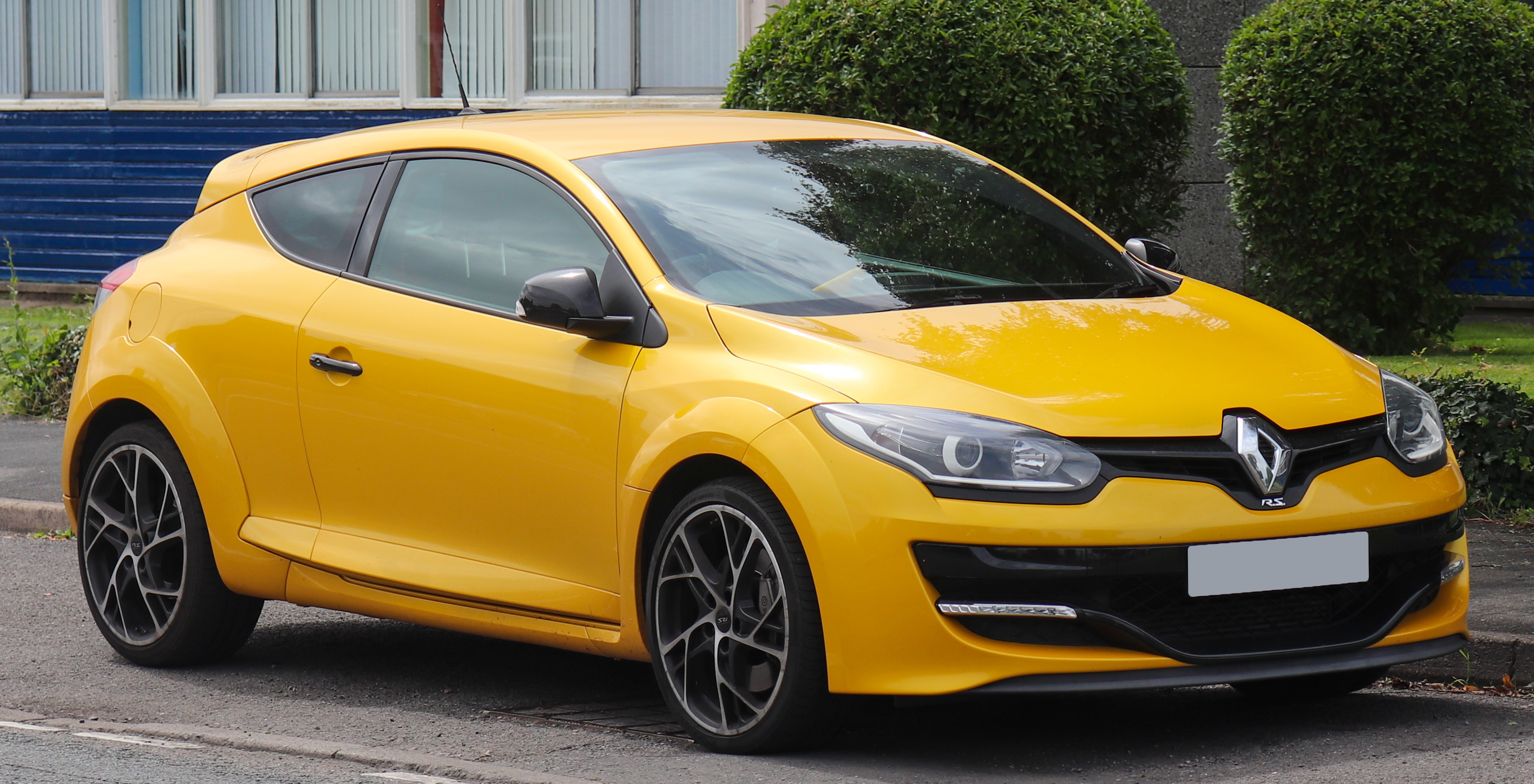
Renault Megane RS II (2014—2017)

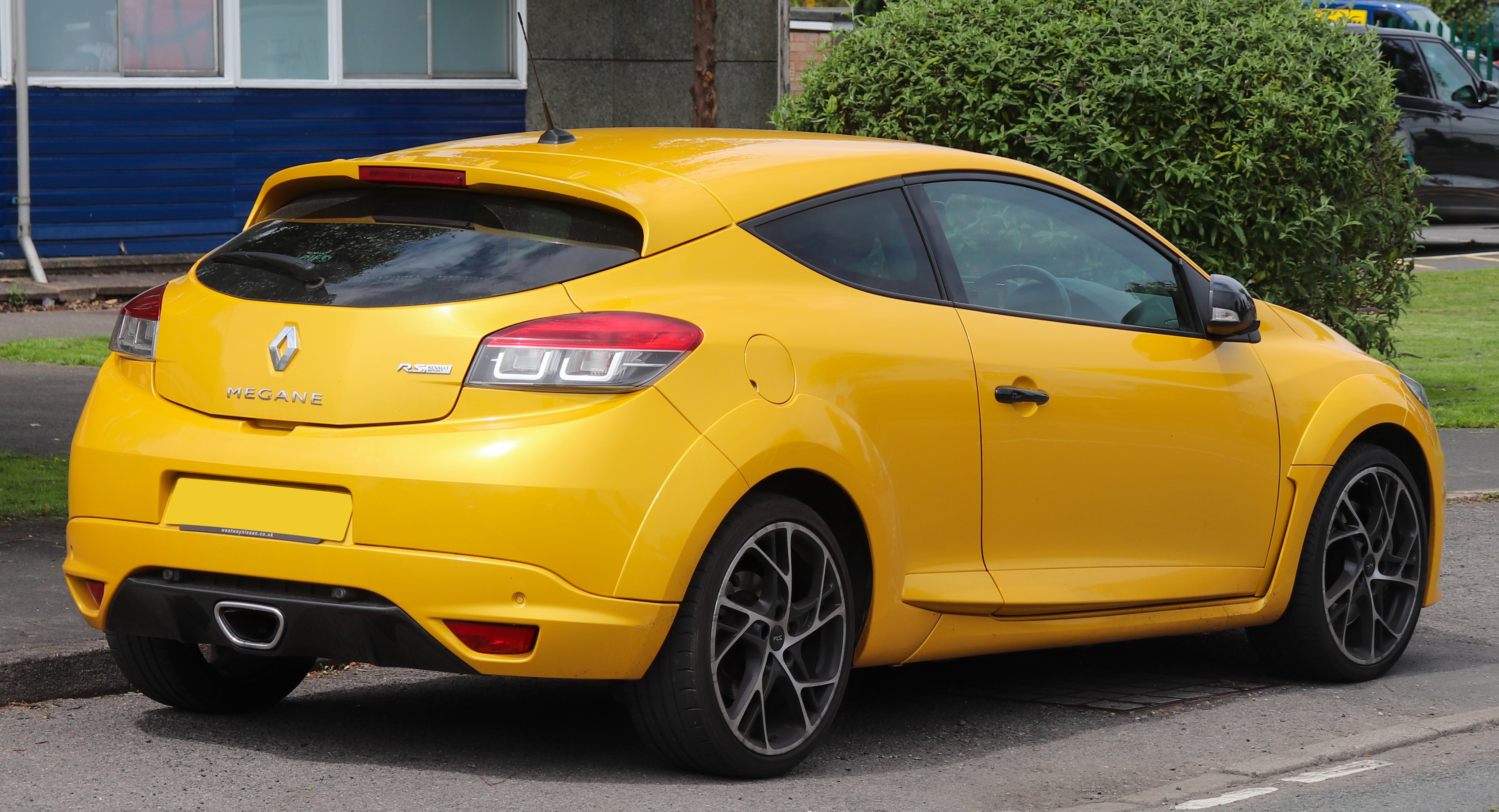
Renault Megane RS II

Друге покоління Renault Mégane RS представлена на Женевському автосалоні 2009 року.
Автомобіль оснащено 2,0 л 4-циліндровим бензиновим двигуном із подвійним турбонаддувом потужністю 250 к. с. (184 кВт) при 5500 об/хв і 340 Н·м при 3000 об/хв із 6-ступеневою механічною коробкою передач, переднім спліттером, розширеними порогами і колісними арками, заднім дифузором із центральною вихлопною трубою і 18-дюймовими легкосплавними дисками, алюмінієвими педалями, кермом Renaultsport, аналоговим тахометром і спортивними сидіннями з додатковою бічною підтримкою, передніми світлодіодними фарами денного світла і біксеноновими фарами.

### Renault Mégane RS Trophy
У червні 2011 року Renault Sport показала версію Megane III під назвою Megane RS Trophy. Автомобіль використовує той же 2,0-літровий 4-циліндровий двигун, але зі збільшеною до 265 к. с. потужністю, або 132,5 к. с. на літр. Вона вражає 0—62 миль/год за шість секунд і виходить на максимальну швидкість 254 км/год (157 миль/год).
Megane RS Trophy буде продається обмеженим тиражем в кількості до 500 примірників. Автомобіль продається у Франції, Великій Британії, Німеччини, Бельгії, Португалії, Іспанії, Італії, Швейцарії, Австрії та Словенії. У Франції базова модель коштує 35 500 €.

## Renault Mégane RS III (2017-2023)

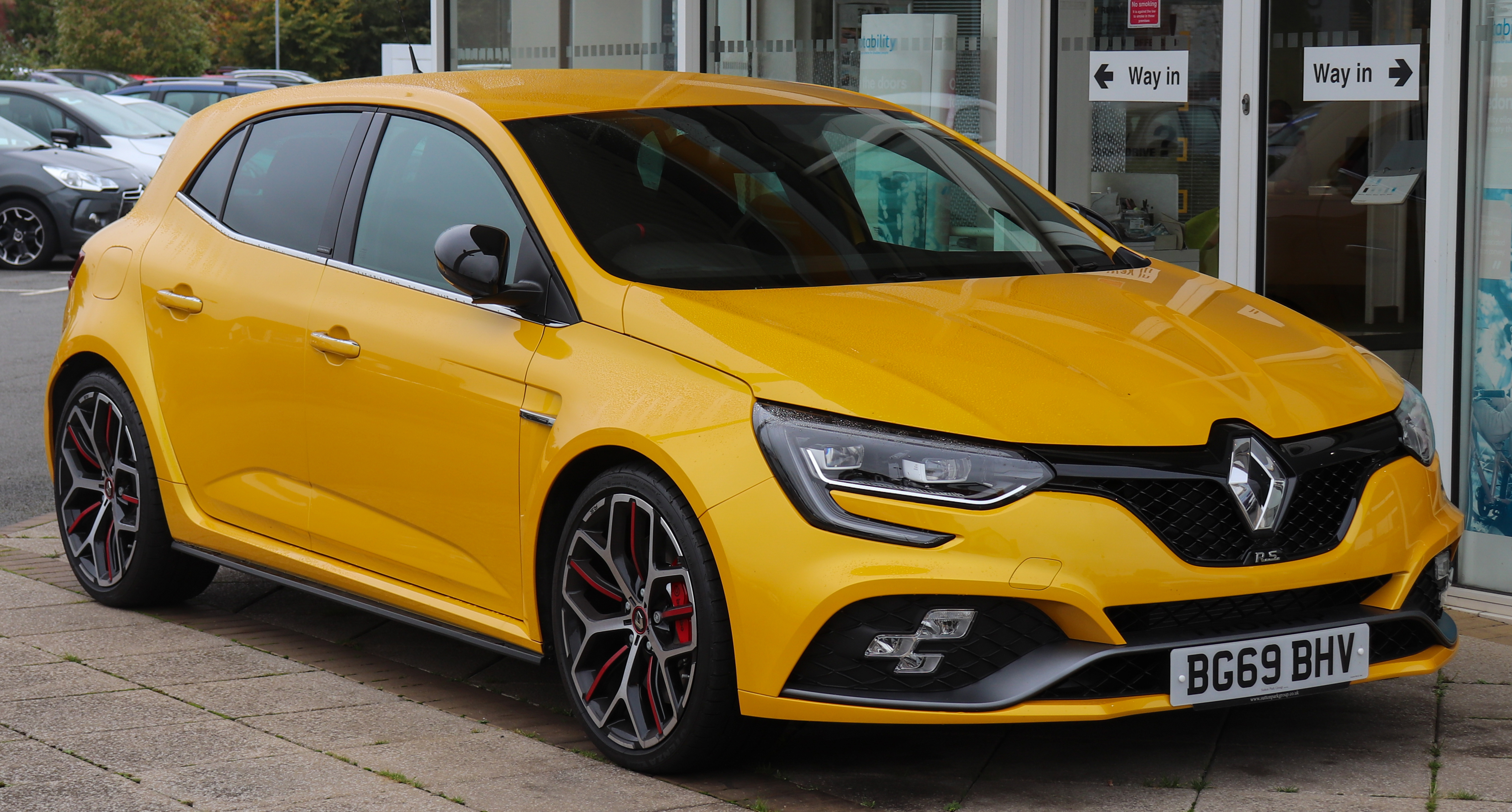
Renault Mégane RS III

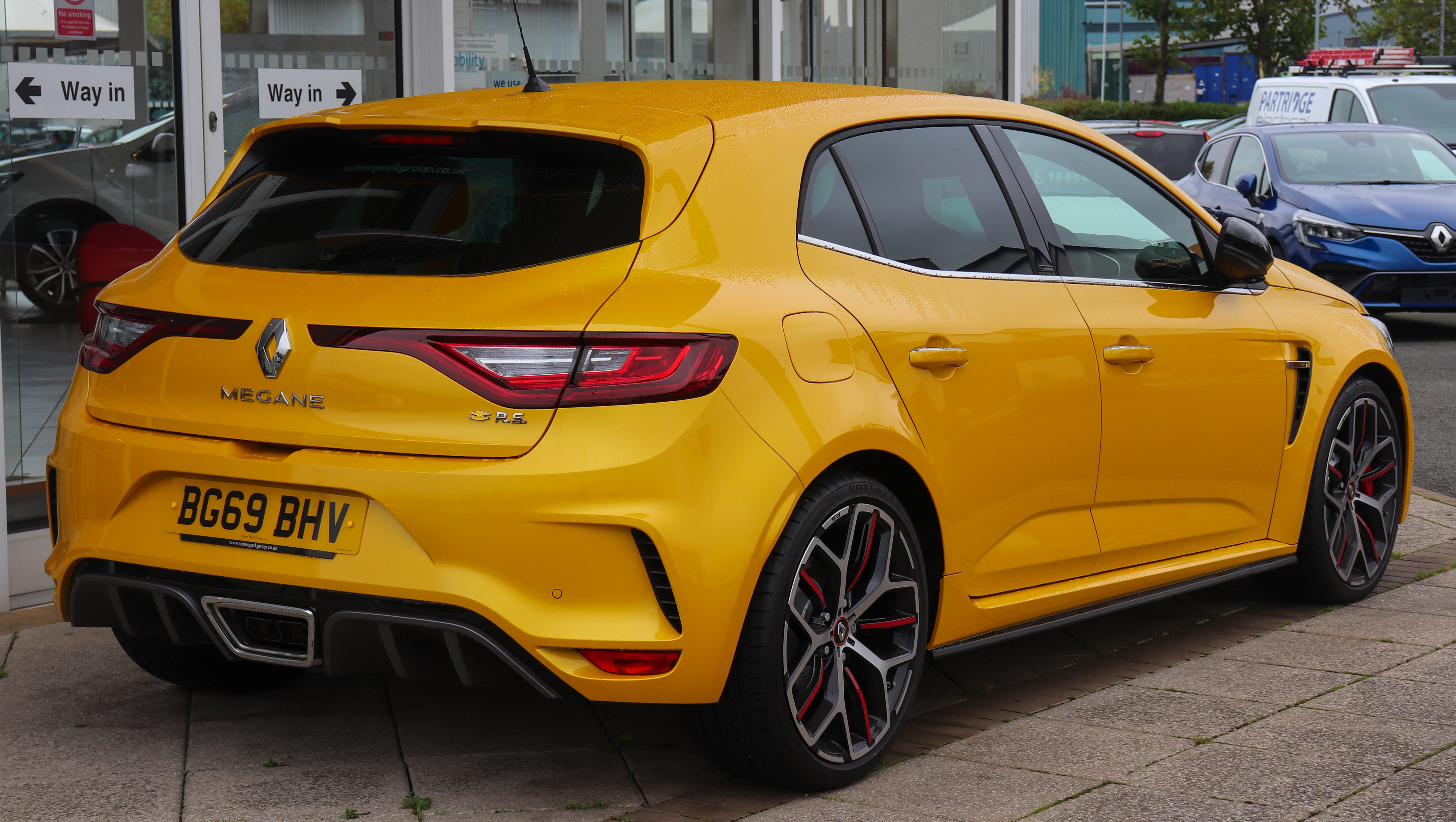
Renault Mégane RS III

У вересні 2017 року на Франкфуртському автосалоні представлено Renault Mégane RS третього покоління. Автомобіль отримав передній привід, 1,8 л турбодвигун потужністю 280 к. с., звичайну 6-ст. МКПП або з подвійним зчепленням у версії RS EDC. Продажі почалися в січні 2018 року.

### Двигуни
- 1,8 TCe M5Pt І4 280 к. с.
- 1,8 TCe M5Pt І4 300 к. с.